# Perzische mol
De perzische mol (Talpa davidiana)  is een zoogdier uit de familie van de mollen (Talpidae). De wetenschappelijke naam van de soort werd in 1884 als Scaptochirus davidianus gepubliceerd door Alphonse Milne-Edwards.

## Verspreiding
De soort komt voor in het zuidoosten van Turkije en het noordwesten van Iran.